# پرچم ساسکس
پرچم ساسکس در ۲۰ مه ۱۹۱۱ پذیرفته شد.